# Real Academia Española
Po několika staletích vývoje španělského jazyka nejen na Iberském poloostrově, ale i v latinskoamerických zemích byla v roce 1713 založena Španělská královská akademie, neboli Real Academia Española (RAE), aby sjednotila a ustálila jazykové zvyklosti, zejména gramatiku, slovní zásobu a pravopis. Od tohoto data došlo k určitým změnám španělského jazyka a to zejména ve slovní zásobě přijetím slov z cizích jazyků. Po stránce fonetické a morfologické se až na výjimky zachovala původní podoba.
Královská španělská akademie sídlí v Madridu. Celkem je po celém světě rozmístěno 22 akademií, dohromady tvoří tzv. Asociaci akademií španělského jazyka (Asociación de Academias de la Lengua Española). Tato asociace vznikla v roce 1951 v Mexiku a zahrnuje akademie nejen ve Španělsku a jiných latinskoamerických zemích, ale například i Filipínskou akademii a Akademii v USA.

## Historie
Španělská královská akademie byla založena roku 1713 jako imitace Francouzské akademie. Na jejím založení se podílel Juan Manuel Fernández Pacheco, markýz Villenský a vévoda z Escalony s cílem sjednotit, zajistit eleganci a čistotu oficiálního španělského jazyka (kastilštiny). O rok později akademii schválil a přijal pod svou ochranu tehdejší španělský král Filip V.

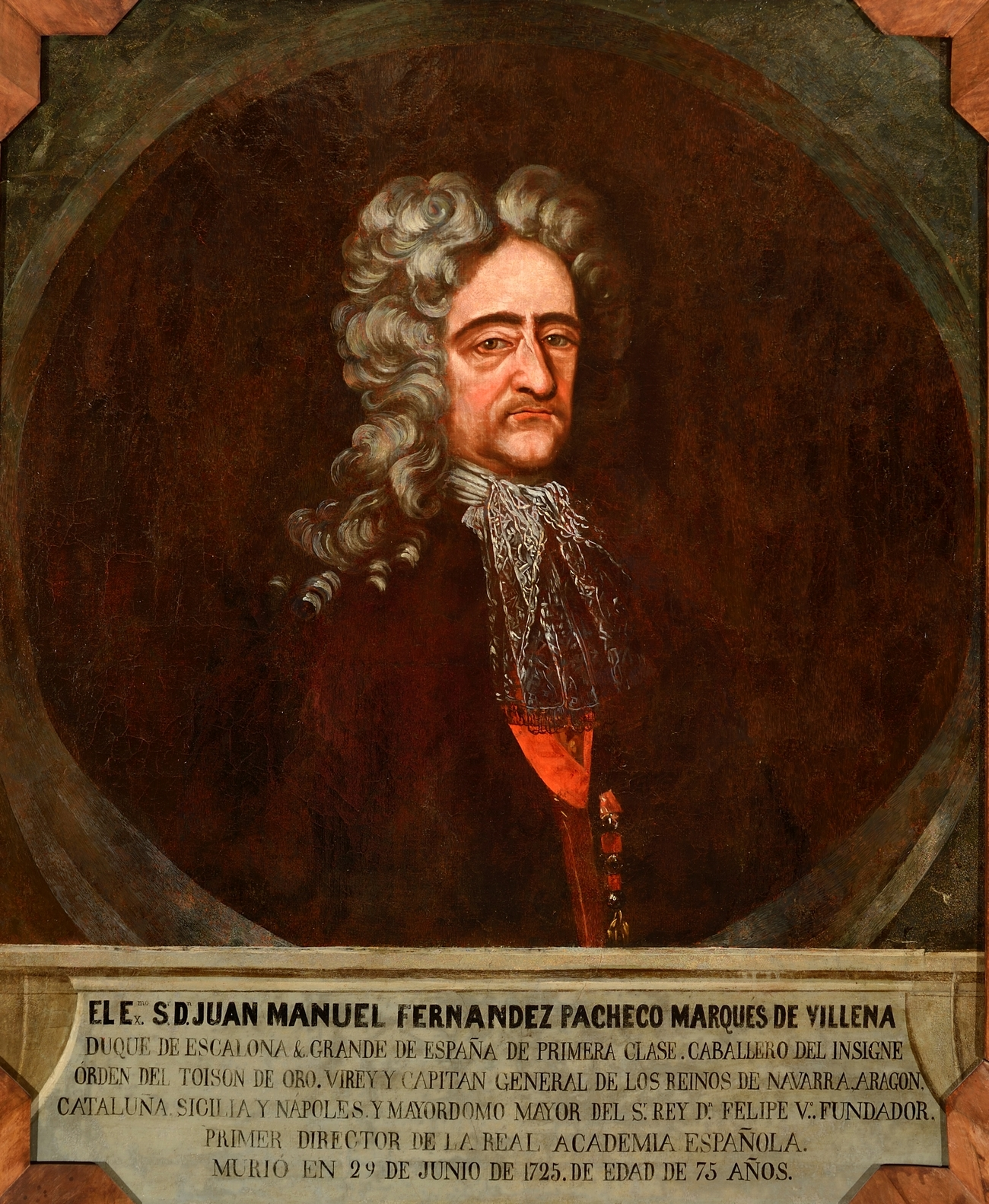
Juan Manuel Fernández Pacheco (1650–1725)

Španělský jazyk se v 18. století nacházel ve svém největším rozkvětu, Juan Manuel Fernández Pacheco, markýz Villenský a vévoda z Escalony, se rozhodl, že jazyk ustálí a stanoví přesná pravidla pro jeho používání. Podnětem mu byly Italská akademie (Accademia della Crusca italiana) založená v roce 1582 a Francouzská akademie (Académie française) založená v roce 1635. K oficiálnímu přijetí Španělské královské akademie došlo 3. října 1714 královskou listinou vydanou španělským králem Filipem V.

## Národní akademie
Vznik akademií v latinskoamerických zemí souvisí s dekolonizací, dlouhodobým procesem sociálního a politického osamostatnění jednotlivých latinskoamerických států. Idea jednotného a čistého jazyka by nemohla být naplněna, kdyby se jazyk vyvíjel v každé z těchto zemí samostatně, proto se Španělsko zasloužilo o vybudování jazykové akademie v každé latinskoamerické zemi. Tyto akademie společně tvoří Asociaci akademií a podílí se na zachování španělského jazyka v jeho původní formě a čistotě.

Některé latinskoamerické akademie vznikly nezávisle na té Španělské, například Mexická akademie (Academía Mexicana de la Lengua) v roce 1875, nebo Akademie v Argentině (Academia Argentina de Letras) v roce 1931. Společně ovšem tvoří ASALE (Asociación de Academias de la Lengua Española), tato vznikla v roce 1951 na Kongresu akademií v Mexiku. Od roku 1870 vznikaly v Latinské Americe různé akademie podřízené Španělské královské akademii. Dnes tvoří tuto asociaci mimo jiné i Argentinská akademie, Filipínská akademie a Severoamerická akademie, které spadají přímo pod Španělskou královskou akademii.

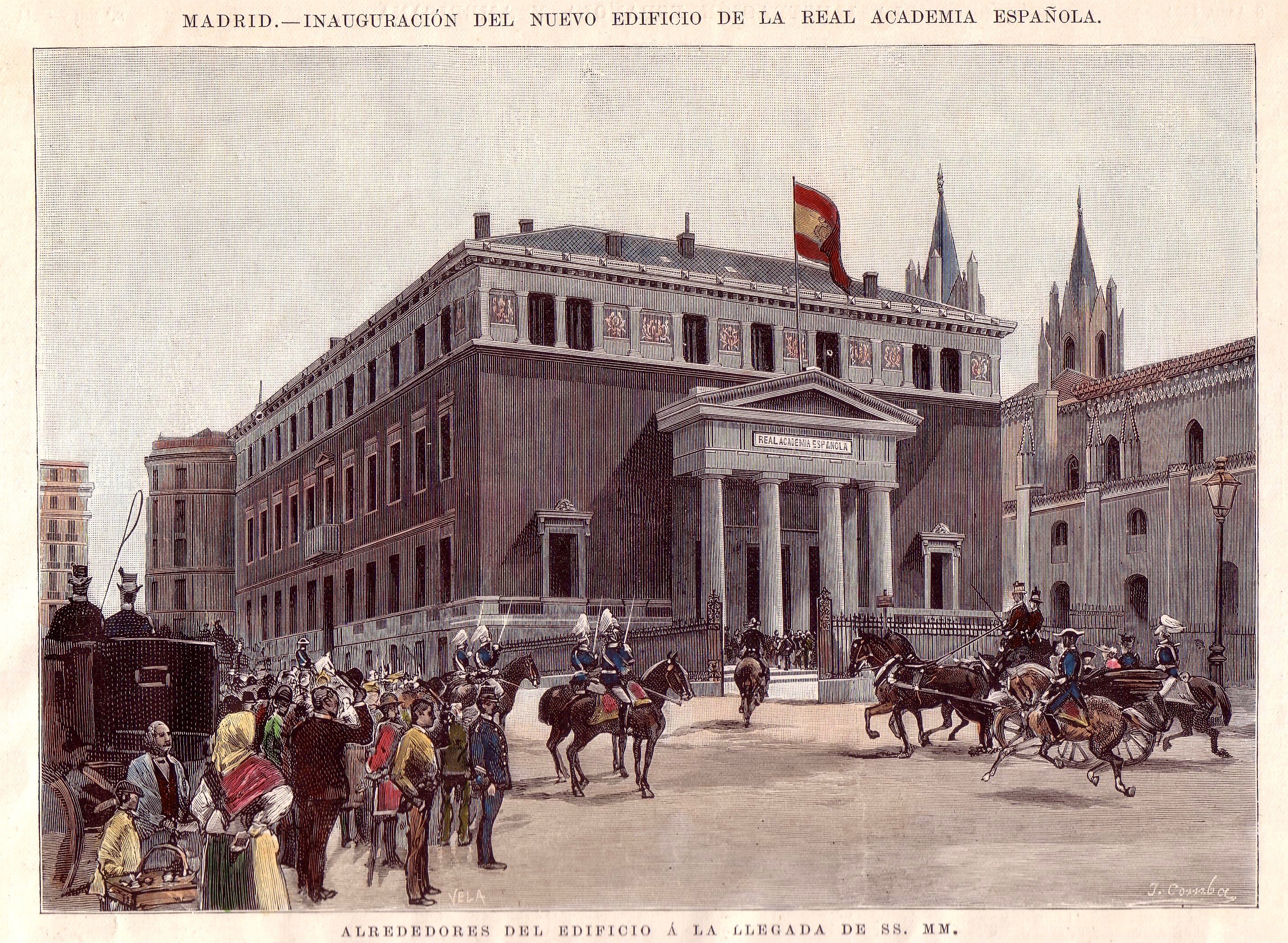
Real Academia Española (Madrid, 1894)

## Organizace akademie
Španělská královská akademie (RAE) se skládá ze španělských i zahraničních akademiků, akademiků z amerických akademií a dalších. Společně se starají o chod nejen Španělské akademie, ale i latinskoamerických akademií. Vládní komise řídí akademii a dohlíží na její činnost. Tato komise se skládá z ředitele akademie, jeho zástupce, sekretáře a jeho zástupce, cenzora, knihovníka a pokladníka.

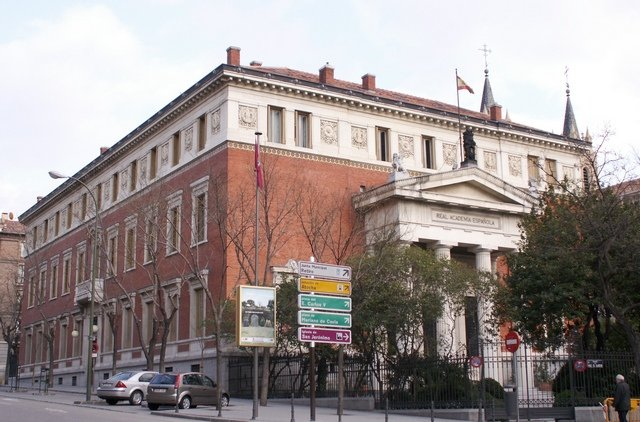
Real Academia Española (Madrid, 2007)

Akademie se skládá z plén a výborů, zasedají každý týden. Výbory vypracovávají návrhy pro další projednání v plénu a případné schválení. V současné době existují tyto výbory: výkonný výbor, výbor běžného slovníku, historického slovníku, gramatický výbor, lingvistický výbor, výbor sociálních věd, publikační výbor a výbor pro jednotlivá ocenění. Zvláštním výborem je výbor pro zachování domu slavného španělského spisovatele Lope de Vegy.

## Významné publikace
Španělská královská akademie a Asociace akademií španělského jazyka vydaly například:
- Slovník španělského jazyka Španělské královské akademie (Diccionario de la lengua española de la Real Academia Española) (DRAE) 1. edice vydána v roce 1780, aktuální 22. edice vydána v roce 2001, další 23. edice bude vydána v říjnu 2014.

- Slovník amerikanismů (Diccionario de americanismos) [vydaný v roce 2010, 2400 stran]

- Pravopis španělského jazyka (Ortografía de la lengua española) 1. vydání v roce 1741, poslední v roce 2010.

- Nová gramatika španělského jazyka (Nueva gramática de la lengua española) 1. edice z roku 1771, poslední z roku 2009.